# La Belliole
La Belliole é uma comuna francesa na região administrativa de Borgonha-Franco-Condado, no departamento de Yonne. Estende-se por uma área de 8,53 km². Em 2010 a comuna tinha 256 habitantes (densidade: 30 hab./km²).